# Żomojdź (obwód grodzieński)
Żomojdź, Żemojdź (biał. Жомайдзі, Żomajdzi; ros. Жомойди, Żomojdi) – wieś na Białorusi, w obwodzie grodzieńskim, w rejonie lidzkim, w sielsowiecie Honczary.
W pobliżu znajduje się przystanek kolejowy Dzitryki, położony na linii Baranowicze – Lida.

## Historia
W dwudziestoleciu międzywojennym leżała w Polsce, w województwie nowogródzkim, w powiecie lidzkim, do 11 kwietnia 1929 w gminie Honczary, następnie w gminie Bielica. W 1921 miejscowość liczyła 237 mieszkańców, zamieszkałych w 41 budynkach, w tym 198 Białorusinów i 39 Polaków. 214 mieszkańców było wyznania prawosławnego i 23 rzymskokatolickiego.
Po II wojnie światowej w granicach Związku Sowieckiego. Od 1991 w niepodległej Białorusi.